# 星鼻鼴

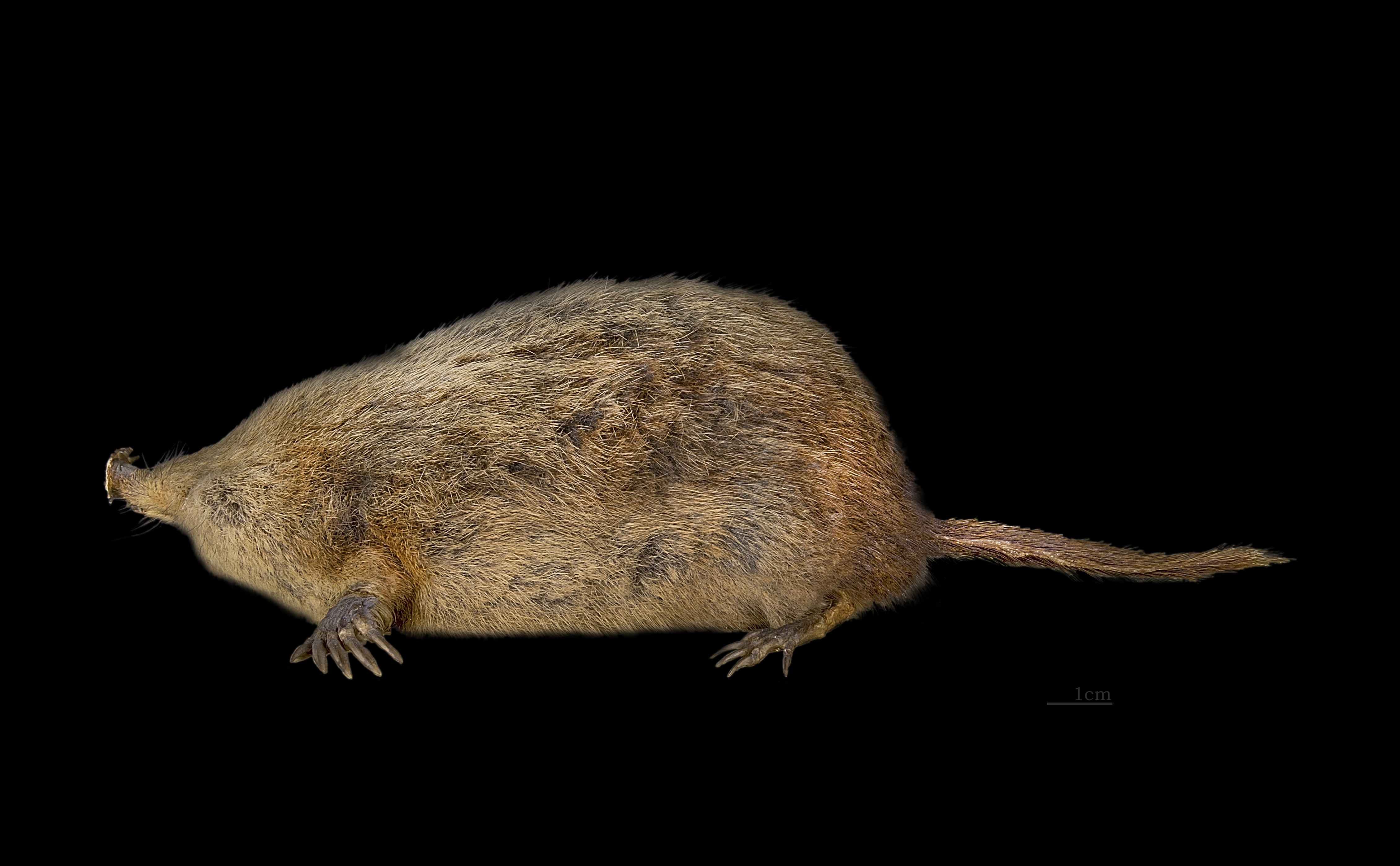
星鼻鼴

星鼻鼴（学名：Condylura cristata）是一種生長於北美洲東部，在加拿大東部及美國東北部都有發現的小鼴。哺乳綱、鼩鼱亚目 、鼴科的一屬，而與星鼻鼴屬（星鼻鼴）同科的動物尚有東方鼴屬（巨鼴）、缺齒鼴屬（缺齒鼴）等之數種哺乳動物。星鼻鼴是星鼻鼴族及星鼻鼴屬的唯一成員。
星鼻鼴的特點是牠在鼻尖長有22隻觸手，環繞着鼻尖，就像星星的光芒一樣，因而為名。透過這些觸手，星鼻鼴得以在完全黑暗的環境內找到獵物。根據科學家的研究，星鼻鼴透過觸手找到獵物的能力比其他鼴鼠單靠視覺捕食的能力大數倍。
星鼻鼴在潮濕的低地生活，以小型的無脊椎動物、水生昆蟲、蚯蚓及軟體動物為食糧。星鼻鼴是游泳能手，能夠在河或池塘的底部搜索糧秣，甚至能將在水中吐出的空氣吸回。與其他品種的鼴鼠一樣，星鼻鼴同樣會在離地不遠的地底挖掘隧道來覓食，而這些隧道的出口通常都在水底。星鼻鼴不管日夜都一樣活躍，就算是冬天，照舊保持活力。有生物學家留意到星鼻鼴即使是在雪裡亦能夠挖掘隧道，而且在冰封的河流亦一樣可以游泳。有關星鼻鼴的社會習性不詳，但猜測應該是群居的。

## 延伸阅读
- Sawyer, Eva; Leitch, Duncan; Catania, Kenneth. . Journal of Comparative Neurology. October 1, 2014, 522 (14): 3335–3350. PMC 4107073 . PMID 24715542. doi:10.1002/cne.23605.
- Catania, K.C. . Journal of Comparative Physiology A. 1999, 185: 367–372.
- Catania, K.C. . Natural History. 2000, 109: 66–69.

## 外部連結
- A Star is Born
- Kenneth C. Catania（英语：Kenneth C. Catania） and Fiona E. Remple，Asymptotic prey profitability drives star-nosed moles to the foraging speed limit （页面存档备份，存于），Nature, 433, 519–522（2005年）
- Earth Unplugged （页面存档备份，存于）